# Mammillaria marcosii
Mammillaria marcosii är en kaktusväxtart som beskrevs av W.A. Fitz Maur. och B. Fitz Maur. Mammillaria marcosii ingår i släktet Mammillaria och familjen kaktusväxter. Inga underarter finns listade i Catalogue of Life.